# Liste des chapelles des Deux-Sèvres
La liste des chapelles des Deux-Sèvres présente les chapelles de culte catholique situées sur le territoire des communes du département français des Deux-Sèvres. Il est fait état des diverses protections dont elles peuvent bénéficier, et notamment les inscriptions et classements au titre des monuments historiques.
Toutes sont situées dans l'archidiocèse de Poitiers.

## Liste
| Chapelle                                                                     | Commune                       | Adresse                                                           | Coordonnées                        | Notice         | Protection | Date | Illustration                                                                 |
| ---------------------------------------------------------------------------- | ----------------------------- | ----------------------------------------------------------------- | ---------------------------------- | -------------- | ---------- | ---- | ---------------------------------------------------------------------------- |
| Chapelle du château d'Aigonnay                                               | Aigonnay                      |                                                                   | 46° 20′ 08″ nord, 0° 15′ 39″ ouest |                |            |      | Image manquante Téléverser                                                   |
| Chapelle des Trois-Marie d'Airvault                                          | Airvault                      |                                                                   | 46° 49′ 36″ nord, 0° 08′ 12″ ouest |                |            |      | Chapelle des Trois-Marie d'Airvault                                          |
| Chapelle de l'ancien château d'Airvault                                      | Airvault                      |                                                                   | 46° 49′ 39″ nord, 0° 08′ 15″ ouest |                |            |      | Image manquante Téléverser                                                   |
| Chapelle d'Allonne                                                           | Allonne                       |                                                                   | 46° 34′ 56″ nord, 0° 22′ 56″ ouest |                |            |      | Chapelle d'Allonne                                                           |
| Chapelle castrale Saint-Georges d'Argenton-les-Vallées                       | Argentonnay                   |                                                                   | 46° 59′ 09″ nord, 0° 26′ 37″ ouest |                |            |      | Chapelle castrale Saint-Georges d'Argenton-les-Vallées                       |
| Chapelle Sainte-Anne de Boësse                                               | Argentonnay                   |                                                                   | 46° 58′ 38″ nord, 0° 28′ 17″ ouest |                |            |      | Chapelle Sainte-Anne de Boësse                                               |
| Chapelle de Veluché                                                          | Assais-les-Jumeaux            |                                                                   | 46° 47′ 46″ nord, 0° 07′ 22″ ouest |                |            |      | Image manquante Téléverser                                                   |
| Chapelle Marie-Immaculée d'Aintré                                            | Avon                          |                                                                   | 46° 22′ 29″ nord, 0° 00′ 21″ ouest | « IA00065809 » |            |      | Image manquante Téléverser                                                   |
| Chapelle Notre-Dame-l'Agenouillée d'Azay-sur-Thouet                          | Azay-sur-Thouet               |                                                                   | 46° 37′ 29″ nord, 0° 20′ 56″ ouest |                |            |      | Image manquante Téléverser                                                   |
| Chapelle Notre-Dame-du-Bon-Secours de Boismé                                 | Boismé                        |                                                                   | 46° 46′ 28″ nord, 0° 26′ 04″ ouest |                |            |      | Chapelle Notre-Dame-du-Bon-Secours de Boismé                                 |
| Chapelle de Vaugenerault                                                     | Bougon                        |                                                                   | 46° 22′ 40″ nord, 0° 04′ 03″ ouest | « IA00065859 » |            |      | Chapelle de Vaugenerault                                                     |
| Chapelle Saint-Jean de l'Hôpiteau                                            | Boussais                      |                                                                   | 46° 48′ 47″ nord, 0° 16′ 25″ ouest |                |            |      | Image manquante Téléverser                                                   |
| Chapelle Saint-Cyprien de Bressuire                                          | Bressuire                     |                                                                   | 46° 50′ 27″ nord, 0° 29′ 14″ ouest | « PA00101203 » | Inscrit MH | 1937 | Chapelle Saint-Cyprien de Bressuire                                          |
| Chapelle du Petit-Puy                                                        | Bressuire                     |                                                                   | 46° 49′ 10″ nord, 0° 31′ 48″ ouest | « PA00101199 » | Inscrit MH | 1941 | Chapelle du Petit-Puy                                                        |
| Chapelle du Magny                                                            | Bressuire                     |                                                                   | 46° 49′ 35″ nord, 0° 33′ 02″ ouest |                |            |      | Image manquante Téléverser                                                   |
| Chapelle Notre-Dame-de-Bon-Secours de Bressuire                              | Bressuire                     |                                                                   | 46° 51′ 19″ nord, 0° 27′ 38″ ouest |                |            |      | Image manquante Téléverser                                                   |
| Chapelle de Sazais                                                           | Brie                          |                                                                   | 46° 55′ 36″ nord, 0° 01′ 24″ ouest |                |            |      | Chapelle de Sazais                                                           |
| Chapelle de Beauchêne                                                        | Cerizay                       |                                                                   | 46° 48′ 32″ nord, 0° 41′ 10″ ouest |                |            |      | Image manquante Téléverser                                                   |
| Chapelle Notre-Dame de l'abbaye de Beauchêne                                 | Cerizay                       |                                                                   | 46° 48′ 26″ nord, 0° 41′ 02″ ouest |                |            |      | Image manquante Téléverser                                                   |
| Chapelle de la Poraire                                                       | Chiché                        |                                                                   | 46° 48′ 47″ nord, 0° 22′ 18″ ouest | « PA79000041 » | Inscrit MH | 2012 | Image manquante Téléverser                                                   |
| Chapelle Notre-Dame-de-Recouvrance de Chiché                                 | Chiché                        | Chapelle devenue Mairie, elle est au chevet de l'église de Chiché | 46° 47′ 47″ nord, 0° 21′ 32″ ouest |                |            |      | Chapelle Notre-Dame-de-Recouvrance de Chiché                                 |
| Chapelle Imbert de Laubreçais                                                | Clessé                        |                                                                   | 46° 45′ 08″ nord, 0° 23′ 22″ ouest |                |            |      | Image manquante Téléverser                                                   |
| Chapelle des Arcis                                                           | Combrand                      |                                                                   | 46° 52′ 06″ nord, 0° 41′ 14″ ouest |                |            |      | Image manquante Téléverser                                                   |
| Chapelle du château de Coulonges-sur-l'Autize                                | Coulonges-sur-l'Autize        |                                                                   | 46° 28′ 55″ nord, 0° 35′ 59″ ouest |                |            |      | Image manquante Téléverser                                                   |
| Chapelle de la Petite église de la Plainelière                               | Courlay                       |                                                                   | 46° 46′ 28″ nord, 0° 32′ 58″ ouest |                |            |      | Image manquante Téléverser                                                   |
| Chapelle de la Salette de Courlay                                            | Courlay                       |                                                                   | 46° 46′ 49″ nord, 0° 33′ 47″ ouest |                |            |      | Image manquante Téléverser                                                   |
| Chapelle Saint-Grégoire de Crézières                                         | Crézières                     |                                                                   | 46° 04′ 59″ nord, 0° 08′ 03″ ouest |                |            |      | Chapelle Saint-Grégoire de Crézières                                         |
| Chapelle du château de la Taillée                                            | Échiré                        |                                                                   | à géolocaliser                     |                |            |      | Image manquante Téléverser                                                   |
| Chapelle Saint-Aubin de Rouvre                                               | Germond-Rouvre                |                                                                   | 46° 25′ 41″ nord, 0° 24′ 15″ ouest |                |            |      | Image manquante Téléverser                                                   |
| Chapelle Sainte-Marguerite du château de Glénay                              | Glénay                        |                                                                   | 46° 51′ 30″ nord, 0° 15′ 35″ ouest |                |            |      | Chapelle Sainte-Marguerite du château de Glénay                              |
| Chapelle du château de la Roche aux Enfants                                  | Gourgé                        |                                                                   | 46° 44′ 39″ nord, 0° 09′ 12″ ouest |                |            |      | Image manquante Téléverser                                                   |
| Chapelle Notre-Dame-de-la-Pitié de Gourgé                                    | Gourgé                        |                                                                   | 46° 43′ 41″ nord, 0° 09′ 52″ ouest |                |            |      | Chapelle Notre-Dame-de-la-Pitié de Gourgé                                    |
| Chapelle de la chapelle-Seguin                                               | L'Absie                       |                                                                   | 46° 39′ 37″ nord, 0° 32′ 14″ ouest |                |            |      | Chapelle de la chapelle-Seguin                                               |
| Chapelle de La Chapelle-Bertrand                                             | La Chapelle-Bertrand          |                                                                   | 46° 37′ 20″ nord, 0° 10′ 52″ ouest |                |            |      | Image manquante Téléverser                                                   |
| Chapelle de Pitié de La Chapelle-Saint-Laurent                               | La Chapelle-Saint-Laurent     |                                                                   | 46° 44′ 16″ nord, 0° 28′ 09″ ouest |                |            |      | Image manquante Téléverser                                                   |
| Chapelle Notre-Dame-de-la-Miséricorde de la Tuilerie                         | La Petite-Boissière           |                                                                   | 46° 52′ 47″ nord, 0° 44′ 40″ ouest |                |            |      | Image manquante Téléverser                                                   |
| Chapelle Notre-Dame-de-la-Salette de l'Etry                                  | La Petite-Boissière           |                                                                   | 46° 52′ 59″ nord, 0° 43′ 53″ ouest |                |            |      | Image manquante Téléverser                                                   |
| Chapelle Notre-Dame-de-Bon-Secours du Peu                                    | Le Pin                        |                                                                   | 46° 53′ 23″ nord, 0° 38′ 52″ ouest |                |            |      | Image manquante Téléverser                                                   |
| Chapelle des Brelières                                                       | Luzay                         |                                                                   | 46° 55′ 13″ nord, 0° 11′ 30″ ouest |                |            |      | Image manquante Téléverser                                                   |
| Chapelle Sainte-Macrine de Magné                                             | Magné                         |                                                                   | 46° 17′ 51″ nord, 0° 33′ 39″ ouest |                |            |      | Image manquante Téléverser                                                   |
| Chapelle du foyer Notre-Dame de Maisontiers                                  | Maisontiers                   |                                                                   | 46° 46′ 28″ nord, 0° 14′ 45″ ouest |                |            |      | Image manquante Téléverser                                                   |
| Chapelle Notre-Dame dite chapelle de l'Arceau                                | Maisontiers                   |                                                                   | 46° 46′ 22″ nord, 0° 15′ 25″ ouest |                |            |      | Image manquante Téléverser                                                   |
| Chapelle du Sacré-Cœur de Loublande                                          | Mauléon                       |                                                                   | 46° 58′ 37″ nord, 0° 50′ 29″ ouest |                |            |      | Chapelle du Sacré-Cœur de Loublande                                          |
| Chapelle de Mauléon                                                          | Mauléon                       |                                                                   | 46° 55′ 34″ nord, 0° 45′ 43″ ouest |                |            |      | Image manquante Téléverser                                                   |
| Chapelle des Oulleries                                                       | Mauléon                       |                                                                   | 46° 58′ 21″ nord, 0° 41′ 49″ ouest |                |            |      | Image manquante Téléverser                                                   |
| Chapelle du Tail                                                             | Mauléon                       |                                                                   | 46° 56′ 20″ nord, 0° 39′ 51″ ouest |                |            |      | Image manquante Téléverser                                                   |
| Chapelle Sainte-Luce de Saint-Aubin-de-Baubigné                              | Mauléon                       |                                                                   | 46° 56′ 26″ nord, 0° 41′ 25″ ouest |                |            |      | Image manquante Téléverser                                                   |
| Chapelle Saint-Joseph de la Chapelle-Largeau                                 | Mauléon                       |                                                                   | 46° 56′ 54″ nord, 0° 50′ 08″ ouest | « PA79000047 » | Inscrit MH | 2018 | Chapelle Saint-Joseph de la Chapelle-Largeau                                 |
| Chapelle de Rabalot                                                          | Melle                         |                                                                   | 46° 12′ 46″ nord, 0° 09′ 49″ ouest |                |            |      | Chapelle de Rabalot                                                          |
| Chapelle funéraire de Chantemerle                                            | Moutiers-sous-Chantemerle     |                                                                   | 46° 40′ 26″ nord, 0° 37′ 20″ ouest | « PA79000042 » | Inscrit MH | 2013 | Image manquante Téléverser                                                   |
| Chapelle Jean-Boucard                                                        | Ménigoute                     |                                                                   | 46° 29′ 47″ nord, 0° 03′ 32″ ouest | « PA00101270 » | Classé MH  | 1862 | Chapelle Jean-Boucard                                                        |
| Chapelle du collège Fontanes de Niort                                        | Niort                         |                                                                   | 46° 19′ 23″ nord, 0° 27′ 16″ ouest |                |            |      | Image manquante Téléverser                                                   |
| Chapelle du Saint-Esprit de Niort                                            | Niort                         |                                                                   | 46° 19′ 08″ nord, 0° 27′ 54″ ouest |                |            |      | Image manquante Téléverser                                                   |
| Chapelle Saint-Hilaire du collège Saint-Hilaire de Niort                     | Niort                         |                                                                   | 46° 19′ 34″ nord, 0° 27′ 45″ ouest |                |            |      | Image manquante Téléverser                                                   |
| Chapelle Saint-Martin du prieuré Saint-Martin de Niort                       | Niort                         |                                                                   | 46° 20′ 01″ nord, 0° 28′ 31″ ouest |                |            |      | Image manquante Téléverser                                                   |
| Chapelle de Richemont                                                        | Nueil-les-Aubiers             |                                                                   | 46° 57′ 46″ nord, 0° 36′ 25″ ouest |                |            |      | Image manquante Téléverser                                                   |
| Chapelle Notre-Dame-de-la-Garde dite chapelle à Pierrot de Nueil-les-Aubiers | Nueil-les-Aubiers             |                                                                   | 46° 57′ 57″ nord, 0° 35′ 29″ ouest |                |            |      | Chapelle Notre-Dame-de-la-Garde dite chapelle à Pierrot de Nueil-les-Aubiers |
| Chapelle Notre-Dame-de-Pitié du château de Maurivet                          | Oroux                         |                                                                   | 46° 42′ 14″ nord, 0° 05′ 15″ ouest |                |            |      | Image manquante Téléverser                                                   |
| Chapelle de Paizay-le-Chapt                                                  | Paizay-le-Chapt               |                                                                   | 46° 04′ 57″ nord, 0° 10′ 51″ ouest |                |            |      | Image manquante Téléverser                                                   |
| Chapelle des Cordeliers de Parthenay                                         | Parthenay                     |                                                                   | 46° 39′ 01″ nord, 0° 14′ 52″ ouest | « PA00101301 » | Classé MH  | 1984 | Chapelle des Cordeliers de Parthenay                                         |
| Chapelle du Rosaire de Parthenay                                             | Parthenay                     |                                                                   | 46° 39′ 01″ nord, 0° 15′ 23″ ouest | « PA00101429 » | Inscrit MH | 1992 | Chapelle du Rosaire de Parthenay                                             |
| Chapelle Saint-Jacques de Parthenay                                          | Parthenay                     |                                                                   | 46° 39′ 00″ nord, 0° 15′ 06″ ouest |                |            |      | Image manquante Téléverser                                                   |
| Chapelle de Tous-les-Saints de Pierrefitte                                   | Pierrefitte                   |                                                                   | 46° 52′ 12″ nord, 0° 17′ 50″ ouest |                |            |      | Chapelle de Tous-les-Saints de Pierrefitte                                   |
| Chapelle de Douron                                                           | Saint-Jouin-de-Marnes         |                                                                   | 46° 51′ 27″ nord, 0° 04′ 50″ ouest |                |            |      | Image manquante Téléverser                                                   |
| Chapelle de Saint-Jouin-de-Marnes                                            | Saint-Jouin-de-Marnes         |                                                                   | à géolocaliser                     |                |            |      | Chapelle de Saint-Jouin-de-Marnes                                            |
| Chapelle Saint-Michel de Crémille                                            | Saint-Loup-Lamairé            |                                                                   | à géolocaliser                     |                |            |      | Image manquante Téléverser                                                   |
| Chapelle Saint-Théophane de Bel-Air                                          | Saint-Loup-Lamairé            |                                                                   | à géolocaliser                     |                |            |      | Image manquante Téléverser                                                   |
| Chapelle de Vrères                                                           | Saint-Léger-de-Montbrun       |                                                                   | à géolocaliser                     |                |            |      | Image manquante Téléverser                                                   |
| Chapelle Notre-Dame-des-Grâces de Saint-Maixent-l'École                      | Saint-Maixent-l'École         |                                                                   | à géolocaliser                     |                |            |      | Image manquante Téléverser                                                   |
| Chapelle de Chavigny                                                         | Saint-Martin-de-Mâcon         |                                                                   | à géolocaliser                     |                |            |      | Image manquante Téléverser                                                   |
| Chapelle Notre-Dame-des-Neiges de Passay                                     | Saint-Martin-de-Sanzay        |                                                                   | 47° 05′ 40″ nord, 0° 10′ 31″ ouest |                |            |      | Image manquante Téléverser                                                   |
| Chapelle Sainte-Radegonde de Prailles                                        | Saint-Martin-de-Sanzay        |                                                                   | 47° 02′ 27″ nord, 0° 13′ 31″ ouest |                |            |      | Image manquante Téléverser                                                   |
| Chapelle Saint-Louis-et-Saint-Augustin de château de Gagemont Rabalot        | Saint-Martin-lès-Melle        |                                                                   | à géolocaliser                     |                |            |      | Image manquante Téléverser                                                   |
| Chapelle Saint-Hubert de Saint-Pierre-des-Échaubrognes                       | Saint-Pierre-des-Échaubrognes |                                                                   | à géolocaliser                     |                |            |      | Image manquante Téléverser                                                   |
| Chapelle de Boucoeur                                                         | Saint-Varent                  |                                                                   | 46° 54′ 06″ nord, 0° 11′ 49″ ouest | « PA00135594 » | Classé MH  | 1995 | Chapelle de Boucoeur                                                         |
| Chapelle de la Villedieu-de-Comblé                                           | Saint-Varent                  |                                                                   | à géolocaliser                     |                |            |      | Image manquante Téléverser                                                   |
| Chapelle Saint-Guillaume de Sainte-Gemme                                     | Sainte-Gemme                  |                                                                   | 46° 53′ 32″ nord, 0° 16′ 48″ ouest | « PA00101334 » | Classé MH  | 1990 | Image manquante Téléverser                                                   |
| Chapelle du château de Gazeau                                                | Sainte-Ouenne                 |                                                                   | à géolocaliser                     |                |            |      | Image manquante Téléverser                                                   |
| Chapelle Notre-Dame-du-Rosaire de Vrines                                     | Sainte-Radegonde              |                                                                   | à géolocaliser                     |                |            |      | Chapelle Notre-Dame-du-Rosaire de Vrines                                     |
| Chapelle de Maranzais                                                        | Taizé-Maulais                 |                                                                   | à géolocaliser                     |                |            |      | Chapelle de Maranzais                                                        |
| Chapelle Anne Desrays de l'hôpital de Thouars                                | Thouars                       |                                                                   | à géolocaliser                     |                |            |      | Image manquante Téléverser                                                   |
| Chapelle Jeanne-d'Arc de Thouars                                             | Thouars                       |                                                                   | 46° 58′ 37″ nord, 0° 12′ 54″ ouest |                |            |      | Chapelle Jeanne-d'Arc de Thouars                                             |
| Chapelle de Vernoux-en-Gâtine                                                | Vernoux-en-Gâtine             |                                                                   | à géolocaliser                     |                |            |      | Image manquante Téléverser                                                   |
| Chapelle des Rosiers de Saint-Clémentin                                      | Voulmentin                    |                                                                   | 46° 56′ 42″ nord, 0° 30′ 23″ ouest | « PA00101413 » | Classé MH  | 1994 | Image manquante Téléverser                                                   |
| Chapelle Saint-Ouen de Saint-Clémentin                                       | Voulmentin                    |                                                                   | 46° 56′ 43″ nord, 0° 30′ 18″ ouest |                |            |      | Image manquante Téléverser                                                   |
| Chapelle Saint-Sébastien de Voultegon                                        | Voulmentin                    |                                                                   | à géolocaliser                     |                |            |      | Chapelle Saint-Sébastien de Voultegon                                        |